# Gilbert Baker
Pour les articles homonymes, voir Baker.
Gilbert Baker, né le 2 juin 1951 à Chanute au Kansas et mort le 31 mars 2017 à New York (État de New York), est un artiste américain, militant des droits civiques.
Il a conçu en 1978 le drapeau arc-en-ciel, parfois appelé drapeau (de la fierté) gay ou LGBT, ou, depuis le début des années 1990, drapeau queer.

## Biographie
Gilbert Baker a servi dans l'armée américaine de 1970 à 1972. Il a été en poste à San Francisco au début du mouvement pour les droits des homosexuels. Après sa sortie de l'armée, il a appris à coudre. Il a utilisé son talent pour créer des bannières pour des défilés de protestation pour les droits des gays et de l'anti-guerre. C'est durant cette époque qu'il se lie d'amitié avec Harvey Milk.
En 1979, il a commencé à travailler à la Compagnie Paramount Flag à San Francisco, alors situé à l'angle sud-ouest de Polk Street et Post Street dans le quartier Polk Gulch. Gilbert Baker a travaillé pour Dianne Feinstein, le premier ministre de la Chine, les présidents de France, le Venezuela et les Philippines, le roi d'Espagne, et bien d'autres. Il a également conçu des créations pour de nombreuses manifestations civiques. À cette période, il s'est également engagé chez les Sœurs de la Perpétuelle Indulgence sous le nom de Sister Chanel 2001. En 1984, il a conçu les drapeaux de la Convention nationale démocrate.
En 1994, Gilbert Baker a déménagé à New York et a continué son travail de création et d'activisme. Cette année-là, il a créé le plus grand drapeau du monde (à l'époque) à l'occasion du 25e anniversaire des émeutes de Stonewall qui ont eu lieu en 1969.
En 2003, pour célébrer le 25e anniversaire du drapeau de Rainbow, Gilbert Baker a créé un drapeau arc-en-ciel dans le golfe du Mexique à Key West. Après la commémoration, il a envoyé des sections de ce drapeau à plus de 100 villes à travers le monde.

## Le drapeau

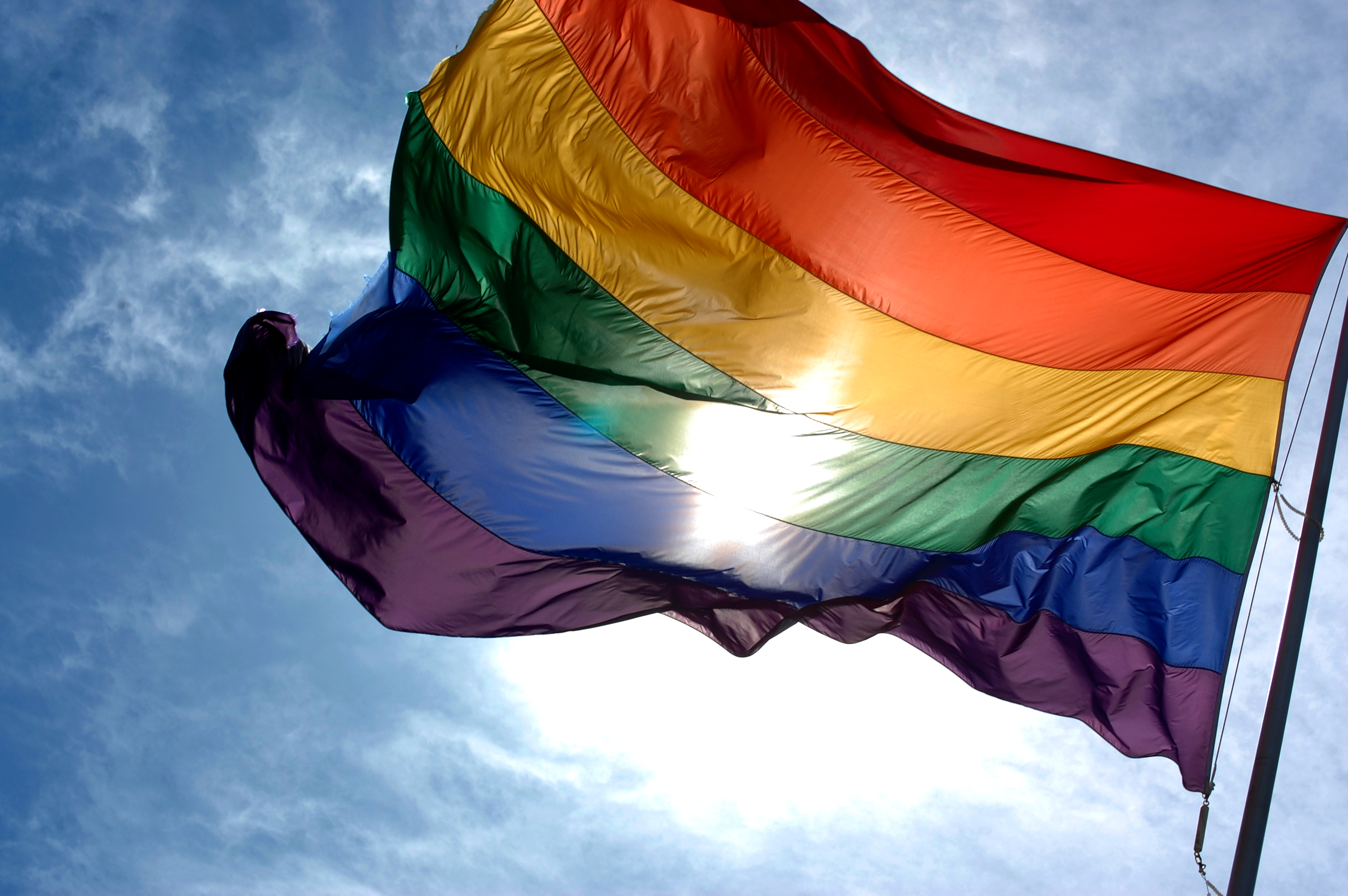
La version six couleurs du drapeau de la fierté est la version la plus couramment utilisée. La version originale de 1978 avait deux bandes supplémentaires rose chaud et turquoise qui ont été retirés en raison des besoins de fabrication.

Les couleurs de l'arc-en-ciel du drapeau reflète la diversité de la communauté LGBT. Lorsque Gilbert Baker a soulevé le drapeau arc-en-ciel d'abord à San Francisco le 25 juin 1978, il y avait huit couleurs, chacun avec une signification symbolique :
| Rose : la sexualité             |
| Rouge : la vie et la guérison   |
| Orange : la santé et la fierté  |
| Jaune : la lumière du soleil    |
| Vert : la nature                |
| Turquoise : la magie / l'art    |
| Bleu : la sérénité / l'harmonie |
| Violet : l'esprit               |

Trente volontaires ont aidé Baker à coudre les deux premiers drapeaux pour la parade.
Plusieurs révisions ont consisté à enlever ou à remettre des couleurs.
Depuis 2008, la version la plus commune se compose de six bandes : rouge, orange, jaune, vert, bleu et violet. Gilbert Baker se réfère à cette version comme la « version commerciale », car elle a été faite pour des raisons pratiques de production de masse.
Le drapeau arc-en-ciel est couramment représenté horizontalement, avec la bande rouge sur le dessus, comme il le serait dans un cadre naturel arc-en-ciel.

## Les médias
En 2003, Gilbert Baker et son projet de Key West ont fait l'objet de la Rainbow Pride, un long-métrage documentaire de Marie Jo Ferron. Gilbert Baker recrée son drapeau arc-en-ciel et est interrogé sur l'un des films et la sortie en DVD.

## Hommages
Le 19 juin 2019, la Ville de Paris dévoile officiellement la plaque commémorative en sa mémoire, votée à l'unanimité de tous les groupes politiques au Conseil de Paris, sur la nouvelle place des Émeutes-de-Stonewall, dans le quartier du Marais.

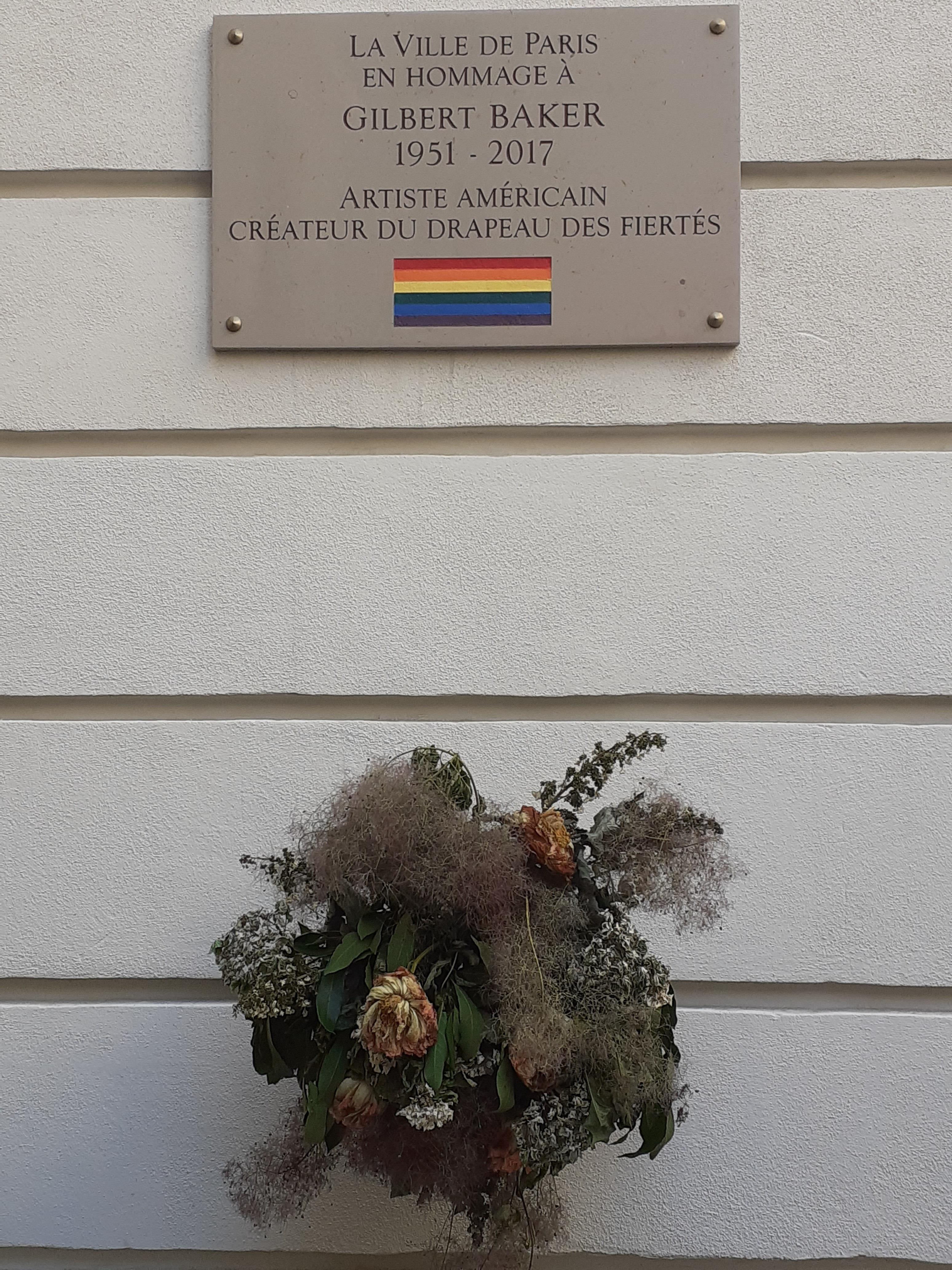
Hommage de la Ville de Paris à Gilbert Baker, place des Émeutes-de-Stonewall.

En 2017, la police de caractère Gilbert est créée.